# Метт Велш
Метт Велш (англ. Matt Welsh, 18 листопада 1976) — австралійський плавець.
Призер Олімпійських Ігор 2000 року, учасник 2004 року.
Чемпіон світу з водних видів спорту 1998, 2001, 2003, 2007 років, призер 2005 року.
Чемпіон світу з плавання на короткій воді 1999, 2002, 2006 років, призер 2004 року.
Призер Пантихоокеанського чемпіонату з плавання 1999, 2002, 2006 років.
Переможець Ігор Співдружності 2002, 2006 років.